# Junior (calculator)
Junior este unul din modelele seriei de calculatoare românești tip desktop produse de FEPER și contruit la IEPER în adoua jumătate a anilor '80. Computere compatibile cu IBM PC și DOS. Această serie de calculatoare include Junior 80 si Junior XT. Cu exceptia modelului Junior XT, intreaga serie folosea microprocesorul Z80. Junior XT a folosit o clonă Rusească de 8086.

## Utilizare
Calculatoarele Junior au fost construite pentru a fi folosite pentru lucrări personale sau private; Junior XT putea să fie folosit cu aplicații de birou, ca editoare de texte sau baze de date pentru că era folosit în educație și jocuri (era compatibil cu programe MS-DOS). XT a fost util în proiectarea asistată de calculator fiind folosit cu programe speciale ca AutoCAD, OrCAD etc. O imprimantă grafică IMPACT a putut să fie conectată folosind un cablu paralel care a creat un sistem grafic compus de echipamente de tip producție proprie.Junior 80 a putut să fie folosit în mai multe domenii ca crearea și exploatarea de baze de date mici sau mijlocii sau să introducă mai multe date diverse în calculator (acest lucru fiind folosit pentru a emula formate vechi ca cartele perforate). Junior 80 a avut un program făcut pentru el, un editor de texte numit "SUPERTEXT" conceput de FEPER și ITCI; acest editor putea să utilizeze și caractere din limba română. Calculatorul Junior, la fel ca și Junior XT, a fost folosit să emuleze terminale video de tip VT 100/52.

## Modele
Au existat doar 3 modele de calculatoare din familia Junior, cu primul model (Junior 80) fiind introdus de serie în 1985 și cu ultimul calculator fiind Junior. Junior (la fel ca Junior 80) a fost fabricat jurul microprocesorul Z80 care mergea la 2.5 MHz. Junior avea 64 KB de RAM și 16 KB de EPROM. afișajul Monocrom era posibil doar numai în mod text. Fiecare caracter fiind realizat doar pe 5x7 pixeli, în cadrul unei matrici de 6×12 pixeli. Acest Afișaj a fost realizat cu circuitul Intel 8275. Calculatorul Junior era unic pentru că a avut o unitate de Dischetă externă, Junior 80/XT aveau unitatea pentru dischete înăuntru în calculator, care a fost conectată în calculator folosind integratul D765AC produs de NEC. Sistemul de operare CP/M a fost compatibil cu calculatorul Junior și putea să fie folosit.
Calculatorul Junior XT a fost al doilea model de calculator din familia Junior. Junior XT a venit cu compatibilitatea cu calculatorul IBM PC/XT, care înseamnă că poate să fie configurat e.g. adăugând sloturi de extensie și placi diverse care face calculatorul mai folositor. XT nu a fost construit folosind microprocesorul Z80, dar a fost conceput în jurul microprocesorul 8086 pe 16 biți. Un microprocesor de matematică Intel 8087 a fost inclus cu Junior XT casă crească viteza operațiilor pe care le face calculatorul. XT a venit cu 640 KB de memorie RAM, fiind fixată în placa de bază (dar putea memoria să fie extinsă folosiind o placă de extensie pe slot ISA). Tastatura și cu monitorul erau separate de unitatea principală, la fel ca calculatorului Junior 80. În unitatea calculatorului, erau și două unități pentru dischete 5¼". Exista și posibilitatea să fie folosit un Disc dur de 5¼" sau 3.5", cu o capacitate de 20 sau 70 de MB. Monitorul pentru XT era livrat în configurația monocrom (dar Junior XT avea și un adaptor VGA, deci putea să fie folosit calculatorul și cu un monitor color cu 16 culori, și o rezoluție maximă de 640×200 pixeli)
Junior 80 a fost primul calculator din familia Junior; Junior 80 a fost folosit pentru utilizarea în calcule științifice, planificare, finanțe-contabilitate, statistică, învățământ, etc. FEPER a făcut pe Junior 80 să aive o fiabilitate mai ridicată de cât calculatoarele TPD și TDF (amândouă fiind făcute înainte de familia Junior). La fel ca Calculatorul Junior, Junior 80 a fost compatibil cu sistemul de operare CP/M, construit în jurul microprocesorului Z80. 80 Avea 64 de KB RAM și 2 sau 16 KB EPROM. Junior 80 a venit cu un controlor pentru Intel 8272 care oferea posibilitatea cuplării a maxim patru unități de dischete. Junior 80 are două interfețe seriale sincrone sau asincrone și două interfețe paralele de 8 biți, la care puteau să fie cuplate o tastatură de tip ASCII/EBCDIC. Aceste circuite formau unitatea; unitatea fiind alimentată de o sursă în comutație care putea să fie capabilă să producă tensiuni  de +5V și -12V. CP/M 2.2 a fost sistemul de operare pentru Junior 80 și conținea rutinele BIOS, limbajul de progamare care este folosit pentru Junior 80 avea un macroasamblor plus asamblor absolut. Programul SUPERTEXT, baza de date dBASE, DataStar, MultiPlan și altele puteau să fie instalate pe Junior 80.

## Vedeți și
- Felix PC
- TPD

## Linkuri externe
- Junior XT a apărut pe coperta la primei ediți a revistei Technium în anul 1990